# マヌエル・エスティアルテ
マヌエル・エスティアルテ・デュオカスティージャ（Manel Estiarte Duocastella, 1961年10月26日 - ）は、スペイン・マンレザ出身の水球選手。水球男子スペイン代表。現在はイギリスのサッカークラブであるマンチェスター・シティFCでジョゼップ・グアルディオラのテクニカルスタッフを務めている。

## 経歴

### 代表
エスティアルテは水球男子スペイン代表として1977年から2000年までプレーし、その内20年間主将を務めた。彼は580試合に出場し、1,561ゴールを挙げた。
1977年、スウェーデンのヨンショーピングで開催されたヨーロッパ水泳選手権において15歳で代表デビューした。オリンピック初出場を果たした1980年モスクワオリンピックでは21ゴールを挙げ、続く1984年ロサンゼルスオリンピックでは34ゴール、1988年ソウルオリンピックでは26ゴールを記録し3大会連続でトップスコアラーとなった。
1980年モスクワオリンピックから2000年シドニーオリンピックまで6大会連続でオリンピックに出場し、スペイン人としてルイス・アルバレス・デ・セルベラ以来2人目となる6大会出場を果たした。また、水球選手としての6大会出場は史上初である。

### クラブ
- 1975年 - 1979年  CNマンレザ
- 1979年 - 1985年  CNバルセロナ
- 1986年 - 1989年  Pallanuoto Pescara
- 1989年 - 1991年  Rari Nantes Savona
- 1991年 - 1992年  CNカタルーニャ
- 1992年 - 1999年  Pallanuoto Pescara
- 1999年 - 2000年  CNアスレティック・バルセロネタ